# 横云饭店
31°31′47″N 120°12′50″E / 31.52961°N 120.21382°E
横云饭店，是一家位于江苏省无锡市滨湖区太湖鼋头渚的餐馆。代表菜肴有“太湖云块鱼”“糖醋活鲤鱼”“太湖活炝”。

## 特点
1934年，晚清举人、无锡商会会长杨翰西出资创建旨有居菜馆，为江苏著名的太湖风味菜馆。1950年代，经公私合营更名为横云饭店。
其饭店地处梅梁湖畔，与大箕山、小箕山、中犊山隔湖相望。其餐厅粉墙黛瓦，采用中国北方官式风格，部分建筑材料融合西方风格。内设有大小餐厅四处，可供百人同时就餐。